# 7437 Torricelli
7437 Torricelli eller 1994 EF3 är en asteroid i huvudbältet som upptäcktes den 12 mars 1994 av de båda italienska astronomerna Andrea Boattini och Vittorio Goretti vid Cima Ekar-observatoriet. Den är uppkallad efter den italienska fysikern och matematikern Evangelista Torricelli.
Asteroiden har en diameter på ungefär 3 kilometer.